# Douglas Northway
Douglas „Doug“ Dale Northway (* 28. April 1955 in Ontario, Kalifornien) ist ein ehemaliger Schwimmer aus den Vereinigten Staaten, der bei Olympischen Spielen eine Bronzemedaille und bei Panamerikanischen Spielen eine Goldmedaille gewann.

## Karriere
Douglas Northway war High-School-Student in Tucson, als er sich 1972 für das Olympiateam qualifizierte. Später besuchte er die University of Arizona.
Bei den Olympischen Spielen 1972 in München erreichte er das Finale über 1500 Meter Freistil mit der viertbesten Zeit. Im Endlauf siegte sein Landsmann Mike Burton vor dem Australier Graham Windeatt, zehn Sekunden nach Windeatt schlug Northway als Dritter an und erhielt die Bronzemedaille. Bei den Panamerikanischen Spielen 1975 in Mexiko-Stadt siegte Northway über 400 Meter Freistil vor seinem Landsmann Bobby Hackett und dem Brasilianer Djan Madruga. Im Jahr darauf qualifizierte sich bei den Olympischen Spielen 1976 in Montreal die 4-mal-200-Meter-Freistilstaffel der Vereinigten Staaten mit Douglas Northway, Tim Shaw, Michael Bruner und Bruce Furniss in der Weltrekordzeit von 7:30,33 Minuten für das Finale. Im Finale verbesserten Michael Bruner, Bruce Furniss, John Naber und James Montgomery den Weltrekord auf 7:23,22 Minuten. Die zweitplatzierte Staffel aus der Sowjetunion blieb ebenfalls unter dem Weltrekord vom Vormittag. Schwimmer, die nur im Staffelvorlauf eingesetzt wurden, erhielten bis 1980 keine Medaille.